# Font dels Enamorats (Monistrol de Calders)
La Font dels Enamorats és una surgència del terme municipal de Monistrol de Calders, al Moianès.
Està situada a 465,7 metres d'altitud, al sud del poble, a prop de l'església parroquial de Sant Feliu, a ran del Pedró Petit. És a la Urbanització Masia del Solà, a la cruïlla dels carrers de la Piscina, del Repetidor, dels Horts i de la Fàbrica.